# The Unit : Commando d'élite
Pour les articles homonymes, voir Commando d'élite.
The Unit : Commando d'élite (The Unit) est une série télévisée américaine en 69 épisodes de 42 minutes créée par David Mamet d'après le roman d'Eric Haney, Inside the Delta Force, diffusée du 7 mars 2006 au 10 mai 2009 sur le réseau CBS.
En France, la série est diffusée depuis le 13 novembre 2006 sur W9 et depuis le 17 janvier 2007 sur M6. En Belgique francophone, la série est diffusée depuis le 20 février 2007 sur La Deux. Au Québec, la série est diffusée depuis le 27 août 2007 sur Historia.

## Synopsis
Cette série met en scène une unité spéciale de l'armée américaine, la Delta Force, chargée de missions antiterroristes secrètes et dangereuses dans le monde entier. La série suit également le quotidien des épouses, fiancées ou veuves de ces soldats.
Un des ressorts de l'intrigue tient au caractère ultra-secret de cette unité. Les épouses, ne pouvant se confier à personne, forment une communauté soudée et doivent subir sans broncher les remarques sur leurs "planqués de maris". La couverture de l'unité est en effet une division de logistique (le nom officiel de l'unité est "303rd Logistical Studies Group"), activité éminemment peu dangereuse. L'unité est stationnée sur une base fictive nommée "Fort Griffith" (Belleau Wood).

## Distribution

### Acteurs principaux
- Dennis Haysbert (VF : Paul Borne) : le sergent-major Jonas Blane (Docteur Snake)
- Scott Foley (VF : Mathias Kozlowski) : Bob Brown (Whipporwill / Cool Breeze)
- Regina Taylor (VF : Denise Metmer) : Molly Blane
- Audrey Marie Anderson (VF : Sylvie Jacob) : Kim Brown
- Robert Patrick (VF : Hervé Furic) : le colonel Tom Ryan (Dog Patch 06 / Blue Iguana)
- Max Martini (VF : Jean-Pascal Quilichini) : Mack Gerhardt (Dirt Diver)
- Abby Brammell (VF : Laurence Dourlens) : Tiffy Gerhardt
- Michael Irby (VF : Nessym Guetat) : Charles Grey (Betty Blue)
- Demore Barnes (VF : Gilles Morvan) : Hector Williams (Hammer Head) (saisons 1 à 3 invité saison 4)

Photos des acteurs principaux
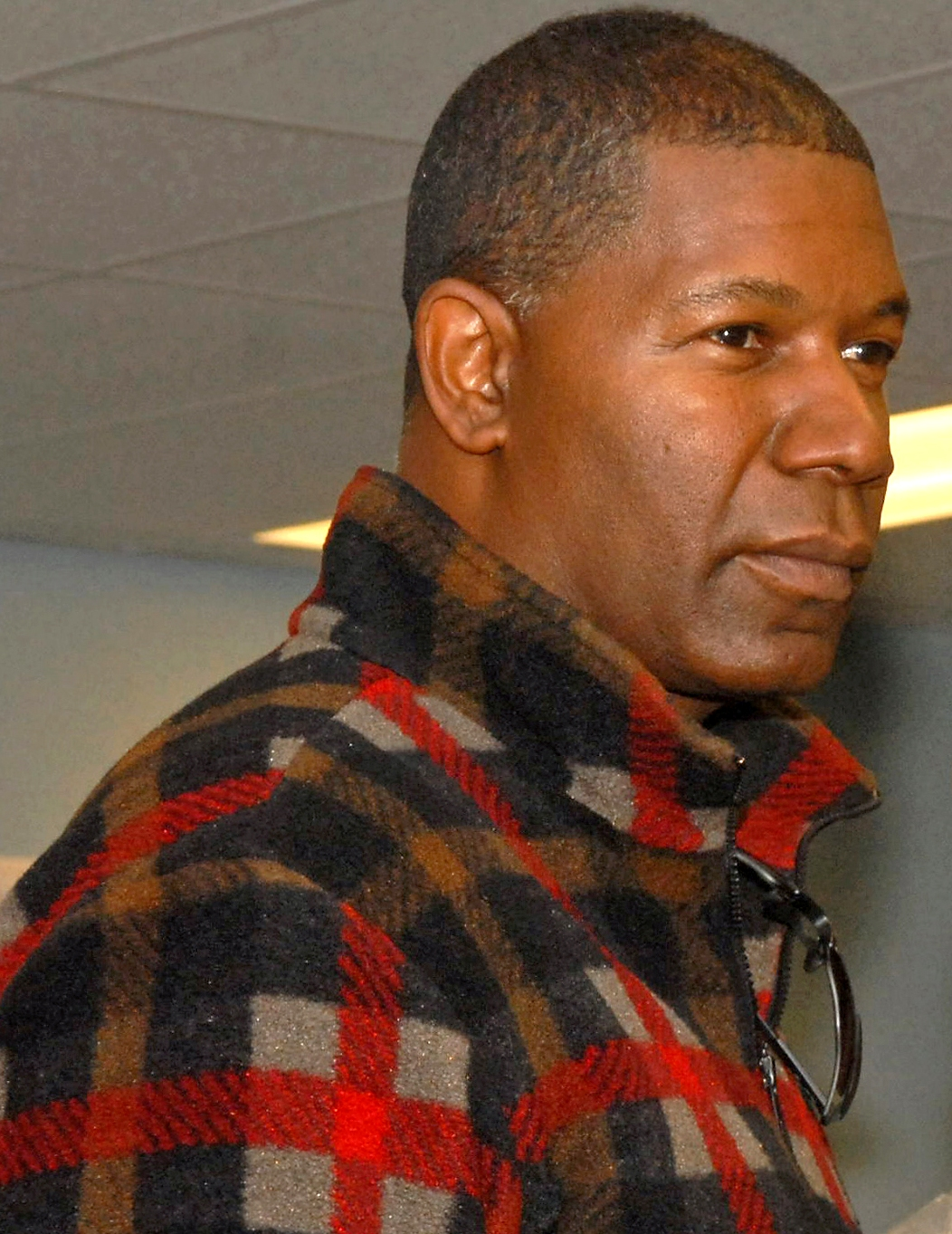
Dennis Haysbert interprète Jonas Blane
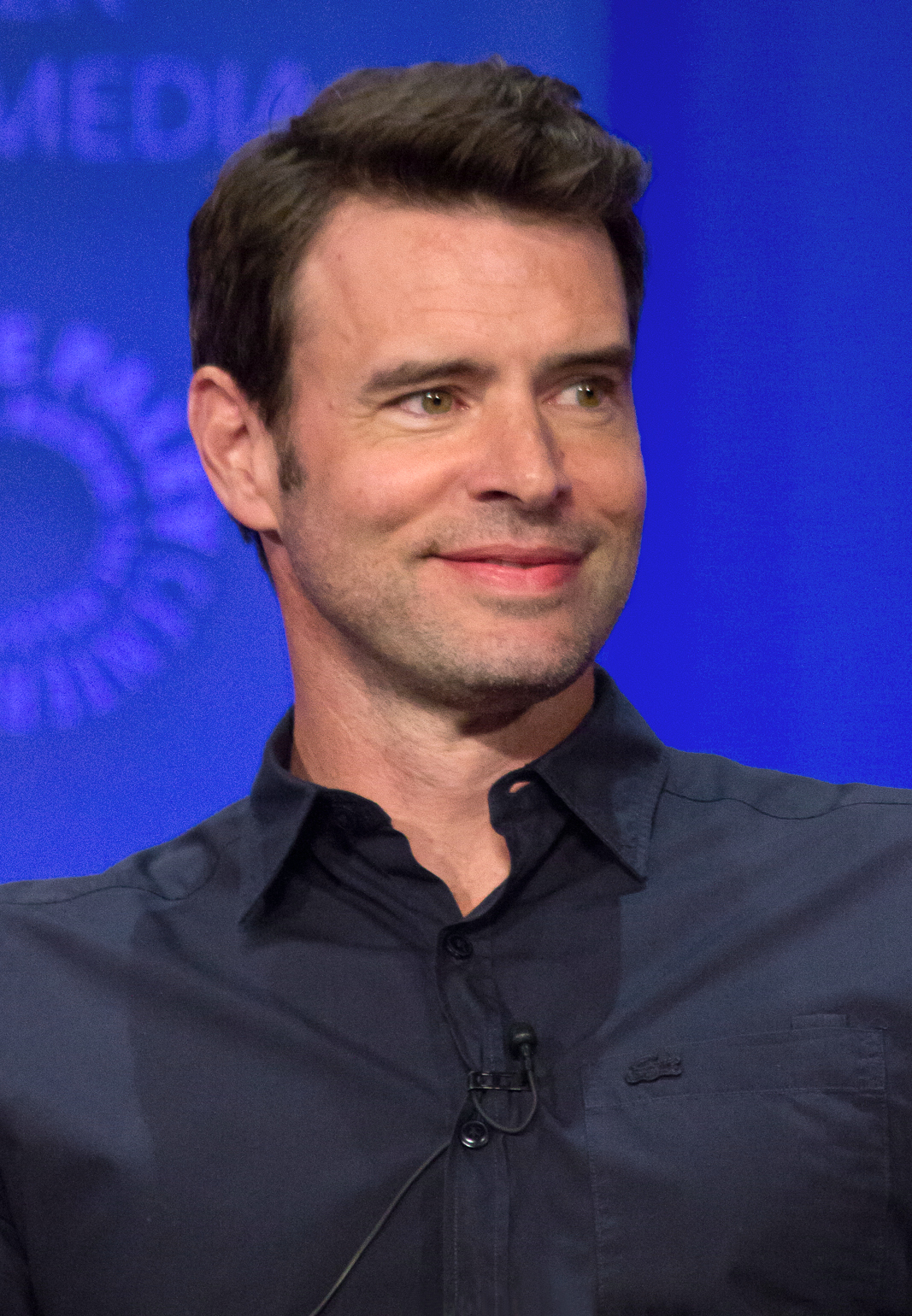
Scott Foley interprète Bob Brown
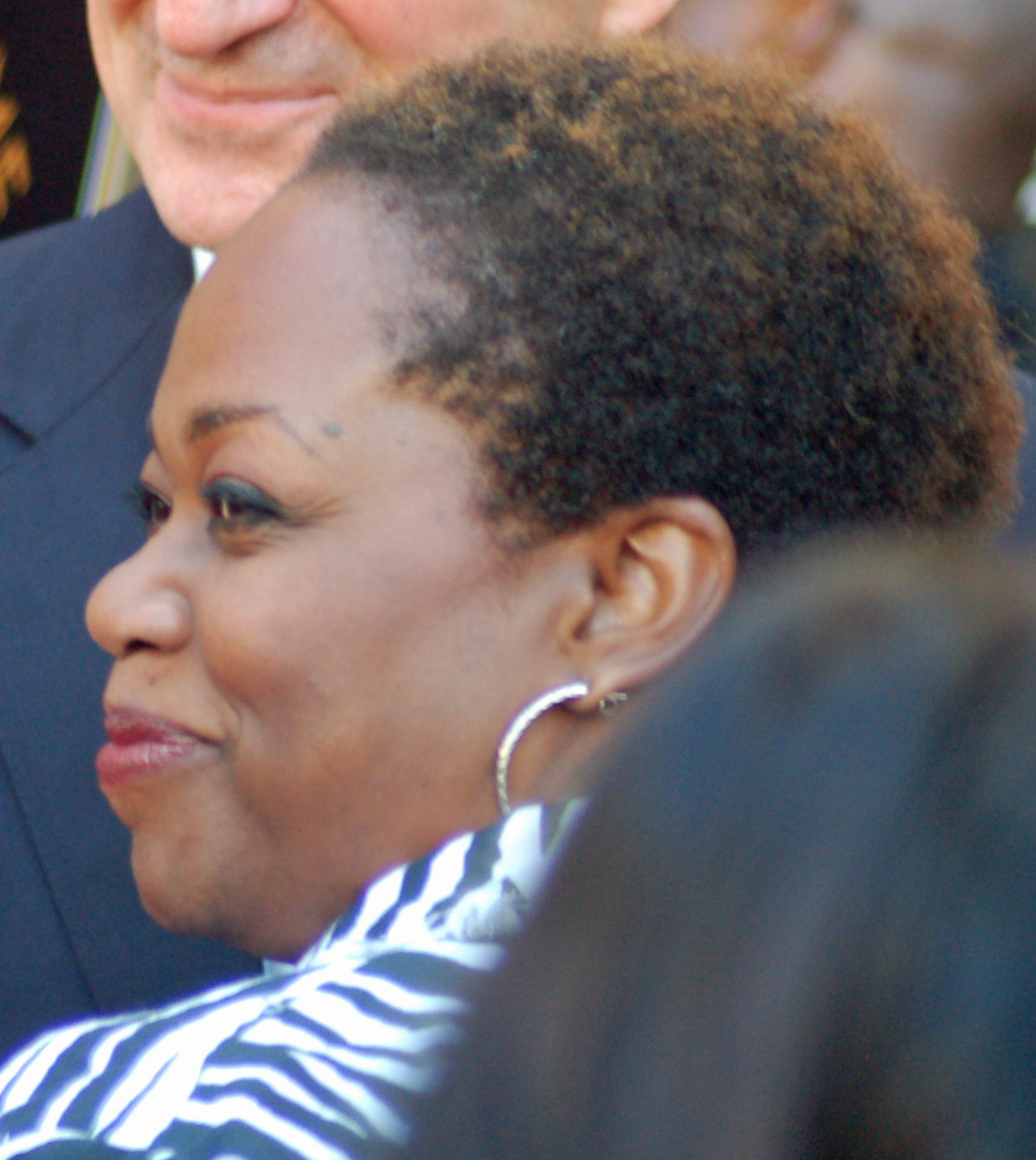
Regina Taylor interprète Molly Blane
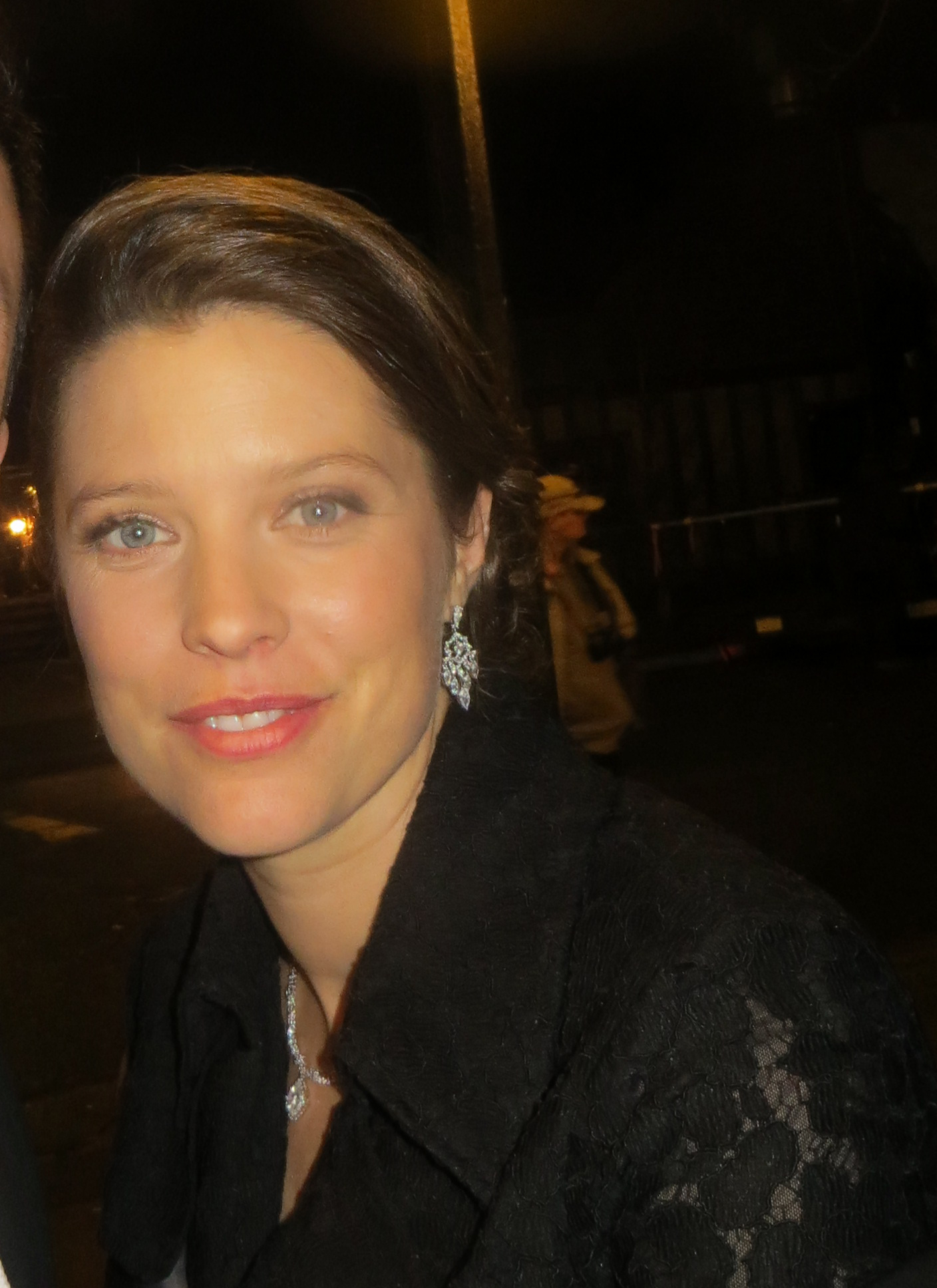
Audrey Marie Anderson interprète Kim Brown
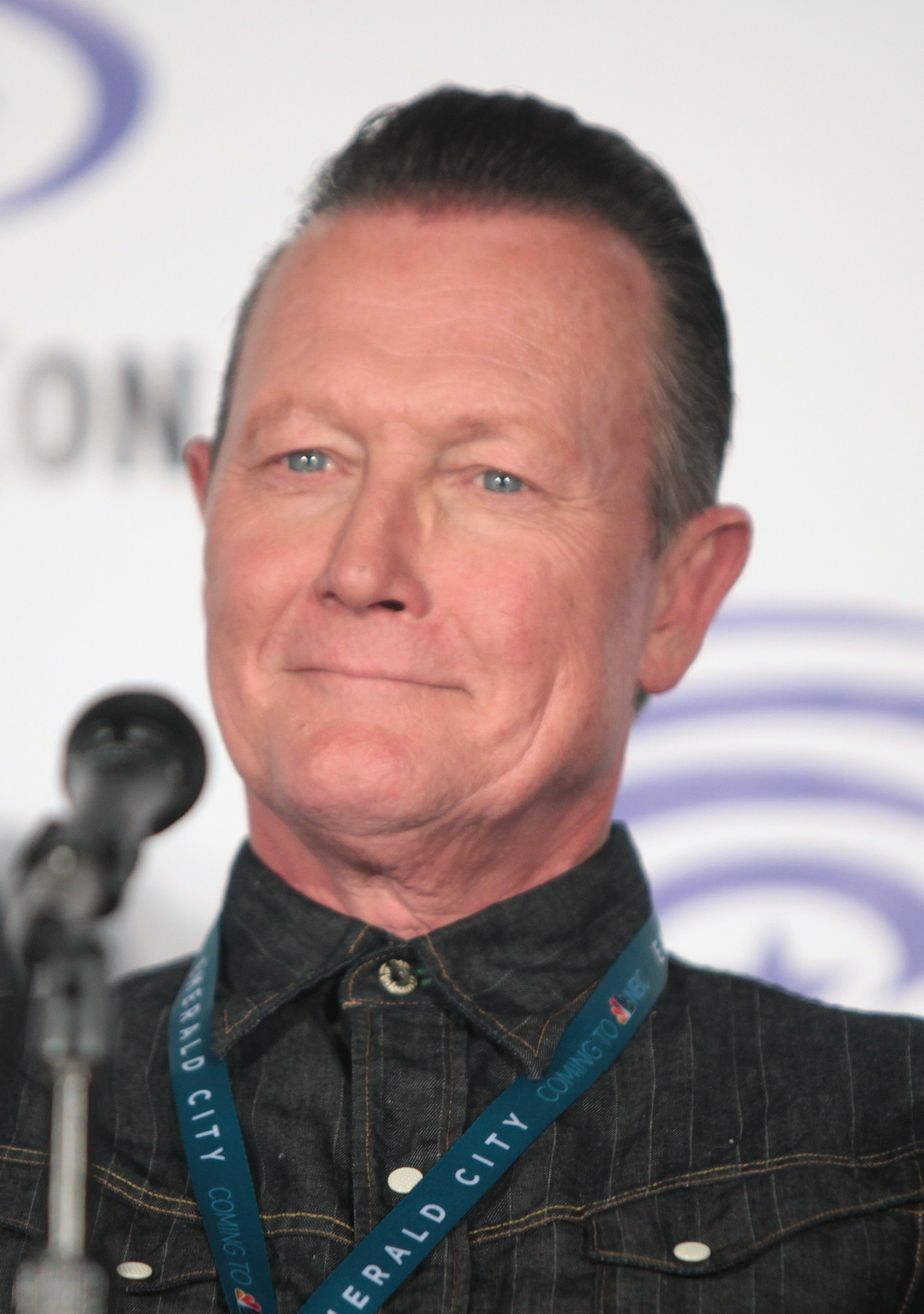
Robert Patrick interprète Tom Ryan
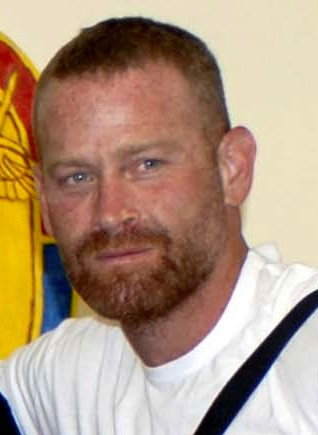
Max Martini interprète Mack Gerhardt
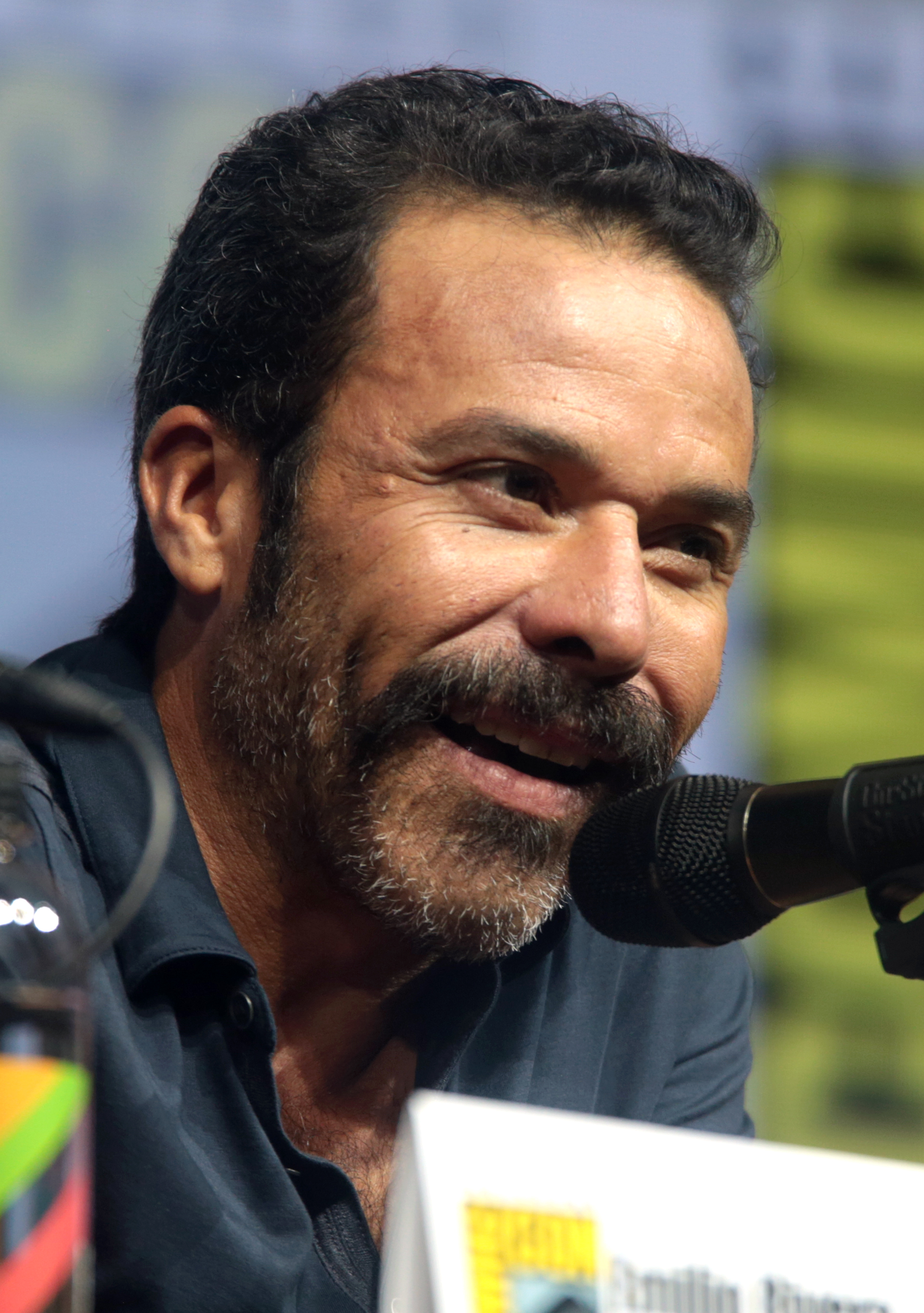
Michael Irby interprète Charles Grey

### Acteurs récurrents et invités
- Alyssa Shafer (VF : Anna Baudry) : Serena Brown (saisons 1 à 4)
- Danielle Hanratty (VF : Anouck Hautbois) : Lissy Gerhardt (saison 1)
- Michael O'Neill (VF : Philippe Catoire) : Ron Cheals (saison 1)
- Kavita Patil (VF : Marjorie Frantz) : le sergent Kayla Medwar (saisons 1 à 4)
- Angel Wainwright (VF : Jessica Monceau) : le sous-lieutenant Betsy Blane (saisons 1 et 4)
- Lindsay Frost (VF : Emmanuelle Bondeville) : la sénatrice Elizabeth Webb (saisons 1 et 2)
- Shaun Duke (VF : Patrick Borg) : Dan Vorhees (saison 1)
- Conor O'Farrell (VF : Guy Chapellier) : le major-général Heath (saisons 1 et 2)
- Michele Greene (VF : Véronique Augereau) : Cynthia Burdett (saison 1)
- Rebecca Pidgeon (VF : Françoise Pavy) : Charlotte Ryan (saisons 1 à 4)
- Susan Matus (VF : Ivana Coppola) : le sergent Sarah Irvine (saisons 2 à 4)
- Summer Glau (VF : Léa Gabrièle) : Crystal Burns (saison 2)
- Daniel Wisler (VF : Jérémy Prévost) : Jeremy Erhart (saison 2)
- Jon Hamm (VF : Constantin Pappas) : Wilson James (saison 2)
- Zosia Mamet (VF : Karl-Line Heller) : Christine Ross (saison 2)
- Ricky Jay (VF : Thierry Murzeau) : l'agent Kern (saison 2)
- Yara Martinez (VF : Véronique Desmadryl) : Annie (saison 3)
- Nicole Steinwedell (VF : Sybille Tureau) : Bridget Sullivan (Red Cap) (saison 4)
- Benito Martinez (VF : Stéphane Bazin) : le président Benjamin Castillo (saison 4)
- JB Blanc (VF : Philippe Chatriot) : Dr Leon Rocha (saison 4)
- Hank Stratton (VF : Xavier Béja) : Isaac Reed (saison 4)
- Ann Cusack (VF : Brigitte Virtudes) : Susan Collins (saison 4)
- John de Lancie (VF : Michel Voletti) : Elliott Gillum (saison 4)
- David Rees Snell (VF : Arnaud Arbessier) : Leon Drake (saison 4)
- Bre Blair (VF : Edwige Lemoine) : Joss Morgan (saison 4)
- Wes Chatham (VF : Julien Lucas) : Sam McBride (Whiplash) (saison 4)
- Christina Gianaris : Mandy (saison 1)
- Sammi Hanratty : Jenny Gerhardt (saison 1)
- Gale Morgan Harold III : Rory (saison 1)
- Karl Makinen : Coots (saison 1)
- Mary B. McCann : Ruth Cheals (saison 1)

Version française réalisée par la société de doublage Mediadub International, sous la direction artistique de Barbara Delsol. Adaptation des dialogues de Franco Quaglia, Pascale et Gilles Gatineau
Source VF : Doublage Séries Database

## Production
Le programme présente à la fois la vie domestique des membres de l'équipe et leurs missions à l'étranger, en plus des effets de leur carrière sur leur vie familiale, leurs épouses et leurs petites amies. Elle a été présentée aux États-Unis le 7 mars 2006 sur CBS en remplacement de la mi-saison. La deuxième saison a débuté le 16 septembre 2006.
La troisième saison a commencé le 25 septembre 2007, avec un hiatus survenu après le 11e épisode en raison de la grève de la Writers Guild of America en 2007-2008. La série a été reprise pour une quatrième et dernière saison par CBS le 12 mai 2008.
La quatrième et dernière saison a commencé le 28 septembre 2008 et s'est terminée le 10 mai 2009. Le 19 mai, il a été annoncé qu'après quatre saisons et 69 épisodes, la série avait été annulée par CBS, mais le même jour, les producteurs de 20th Century Fox Television ont annoncé que les rediffusions de la série seraient diffusées en syndication, dans des stations couvrant 56 % du pays déjà engagées à diffuser la série, y compris les chaînes de télévision Fox.

## Liste des épisodes

### Première saison (2006)
1. L'Avenir du monde (First Responders)
2. Une vie à deux (Stress)
3. Une grande famille (200th Hour)
4. Protection rapprochée (True Believers)
5. Opération « Feu de prairie » (Non-Permissive Environment)
6. Rivalités (Security)
7. Le Sens de l'honneur (Dedication)
8. S.E.R.E (SERE)
9. Jeunesse sacrifiée (Eating the Young)
10. Dans la gueule du loup (Unannounced)
11. Délit de fuite (Exposure)
12. Engrenage (Morale, Welfare and Recreation)
13. L'Adieu aux armes (The Wall)

### Deuxième saison (2006 - 2007)
1. En territoire ennemi (Change of Station)
2. La Chaîne du tueur (Extreme Rendition)
3. L'Appât (The Kill Zone)
4. Sacrifice (Manhunt)
5. Force Majeure (Force Majeure)
6. Les Diamants sont éternels (Old Home Week)
7. Hors limite (Off the Meter)
8. Une question de survie (Natural Selection)
9. Mascarade (Report By Exception)
10. Monnaie d'échange (Bait)
11. Silver Star (Silver Star)
12. Coup d'État (The Broom Cupboard)
13. Le Trêfle rouge (Sub Conscious)
14. Sans pitié (Johnny B. Good)
15. Le Fils prodigue (The Water Is Wide)
16. Mission virtuelle' (Games of Chance)
17. Guet-apens (Dark of the Moon)
18. Le Médaillon (Two Coins)
19. Initiation (The Outsiders)
20. Exercice de style (In Loco Parentis)
21. Volte-face (Bedfellows)
22. Les Risques du métier (Freefall)
23. Le Baiser de Judas (Paradise Lost)

### Troisième saison (2007)
1. Pandemonium (partie 1) (Pandemonium, Part 1)
2. Pandemonium (partie 2) (Pandemonium, Part 2)
3. Le Baron rouge (Always Kiss Them Goodbye)
4. Pas à pas (Every Step You Take)
5. A fleur de peau (Inside out)
6. La Diva (MPS)
7. Le Prix à payer (Five Brothers)
8. Dernier hommage (Play 16)
9. Liaisons explosives (Binary Explosion)
10. La Boîte de Pandore (Gone Missing)
11. Haute trahison (Side Angle Side)

### Quatrième saison (2008 - 2009)
1. État de siège (Sacrifice)
2. Vol à mains armées (Sudden Flight)
3. La Loi du business (Sex Trade)
4. Sur le ring (The Conduit)
5. Amazones (Dancing Lessons)
6. Le Bout du tunnel (Inquisition)
7. Jamais sans ma fille, (Partie 1) (Into Hell, Part 1)
8. Jamais sans ma fille, (Partie 2) (Into Hell, Part 2)
9. Les Cavaliers de l'ombre (Shadow Riders)
10. Nom de code : Anthrax (Mislead and Misguided)
11. Le Salaire de la peur (Switchblade)
12. Poker menteur (Bad Beat)
13. La Lance du destin (The Spear of Destiny)
14. Un homme à abattre (The Last Nazi)
15. L'Art du mensonge (Hero)
16. Asphyxie (Hill 60)
17. De chair et de sang (Flesh and Blood)
18. Les Dessous de la mariée (Best Laid Plans)
19. Whiplash (Whiplash)
20. La Théorie du chaos (Chaos Theory)
21. Bon baisers de Russie (Endgame)
22. Jusqu'à ce que la mort nous sépare (Unknown Soldier)

## Commentaires
- CBS a donné son accord en 2007 pour une saison 4 The Unit. Les audiences de la série ont été satisfaisantes durant l’année mais la chaîne n'ayant commandé aucun épisode après la grève des scénaristes et ayant tardé à annoncer son renouvellement le doute subsistait. La série est toutefois annulée après la 4e saison.
- Le lieu exact où se situe Fort Griffith n'est jamais clairement indiqué, mais dans l'épisode 303 "Always Kiss Them Goodbye", le scénario suggère qu'il se situe au nord-ouest de Pine Bluff, dans l'Arkansas et au sud-ouest de St. Louis, Missouri, ce qui le placerait à proximité d'une base militaire bien réelle : Fort Leonard Wood.

### Générique
Le générique de cette série (saisons 1 et 2) est en fait un chant de marche des United States Marine Corps. Le générique de la série est un remix réalisé par Robert Duncan qui n'est pas disponible dans le commerce mais sur le site Myspace de Robert Duncan. Cette chanson s'appelle Fired Up Feels Good. La troisième saison propose un nouveau titre de Robert Duncan Walk The Fire. Dès l'épisode suivant après la mort d'un personnage, la fin visuelle du générique est modifiée. Le titre du générique du dernier épisode (saison 4 ép. 22) est Soldier's Lament de Sonya Kitchell.

### Unités respectives
Les uniformes des personnages donnent quelques indications quant à leur unité d'origine :
- Bob Brown vient du 2e régiment de cavalerie (2d Armored Cavalry Regiment).
- Hector Williams est issu du 18e Régiment d'Infanterie de la 1re division d'infanterie américaine (The Big Red One), tout comme le Colonel Ryan.
- Jonas Blane porte l'insigne de la 1re division d'infanterie américaine sur son treillis au cours de la 3e saison de la série. Sur son uniforme de cérémonie, on peut également voir l'insigne du 187e régiment d'Infanterie (régiment rattaché à la 101e division aéroportée américaine et non à la 1re division d'infanterie américaine) ainsi que les insignes des Forces Spéciales puisque Jonas est un béret Vert.
- Mack Gerhardt est issu de la 101e division aéroportée américaine (les Screaming Eagles).
- On sait peu de choses sur Charles Grey si ce n'est que cela fait déjà 6 ans qu'il est dans les forces spéciales dont il porte lui aussi les insignes sur son uniforme.

## Accueil

### Critiques
Sur le site Web d'agrégation de critiques Rotten Tomatoes, la première saison a reçu un accueil positif des critiques, avec une note de 68 % basée sur 22 avis. La dernière saison a reçu un accueil très favorable de la part des critiques, avec un score de 100 % basé sur 6 avis.
En France, l'accueil est aussi bon, le site Allociné lui donne une note 3⁄5 basé sur 109 avis.

### Audiences

#### Aux États-Unis
| Saison | Épisodes | Diffusion originale | Diffusion originale | Téléspectateur (millions) | Classement |
| Saison | Épisodes | Début de la saison  | Fin de la saison    | Téléspectateur (millions) | Classement |
| ------ | -------- | ------------------- | ------------------- | ------------------------- | ---------- |
| 1      | 13       | 7 mars 2006         | 16 mai 2006         | 15,00                     | 14         |
| 2      | 23       | 19 septembre 2006   | 8 mai 2007          | 11,71                     | 36         |
| 3      | 11       | 25 septembre 2007   | 18 décembre 2007    | 11,01                     | 37         |
| 4      | 22       | 28 septembre 2008   | 10 mai 2009         | 9,37                      | 43         |

## Produits dérivés

### DVD
| Coffret DVD | Région 1          | Région 2        | Région 3      | Région 4      |
| ----------- | ----------------- | --------------- | ------------- | ------------- |
| Saison 1    | 19 mars 2006      | 30 avril 2007   | 18 avril 2007 | 18 avril 2007 |
| Saison 2    | 25 septembre 2007 | 22 octobre 2007 | /             | 8 mars 2008   |
| Saison 3    | 14 octobre 2008   | 20 octobre 2008 | /             | 8 avril 2009  |
| Saison 4    | 29 septembre 2009 | 22 février 2010 | /             | mai 2010      |

### Jeu vidéo
La licence de la série a été achetée par les studios Novalogic et sera adaptée prochainement dans un jeu intitulé The Unit : Operation Acid Gambit. Mais apparemment le jeu n'est jamais sorti des studios.

### Romans
Collection éditée en anglais par Signet Book et encore non-traduite en français.
- 1. Patrick Andrews, The Unit : Seek and Destroy, paru le 2 novembre 2008  (ISBN 0451225392)
- 2. Patrick Andrews, The Unit : Lock and Load, paru le 7 avril 2009  (ISBN 9780451226532)